# فيرسيليا

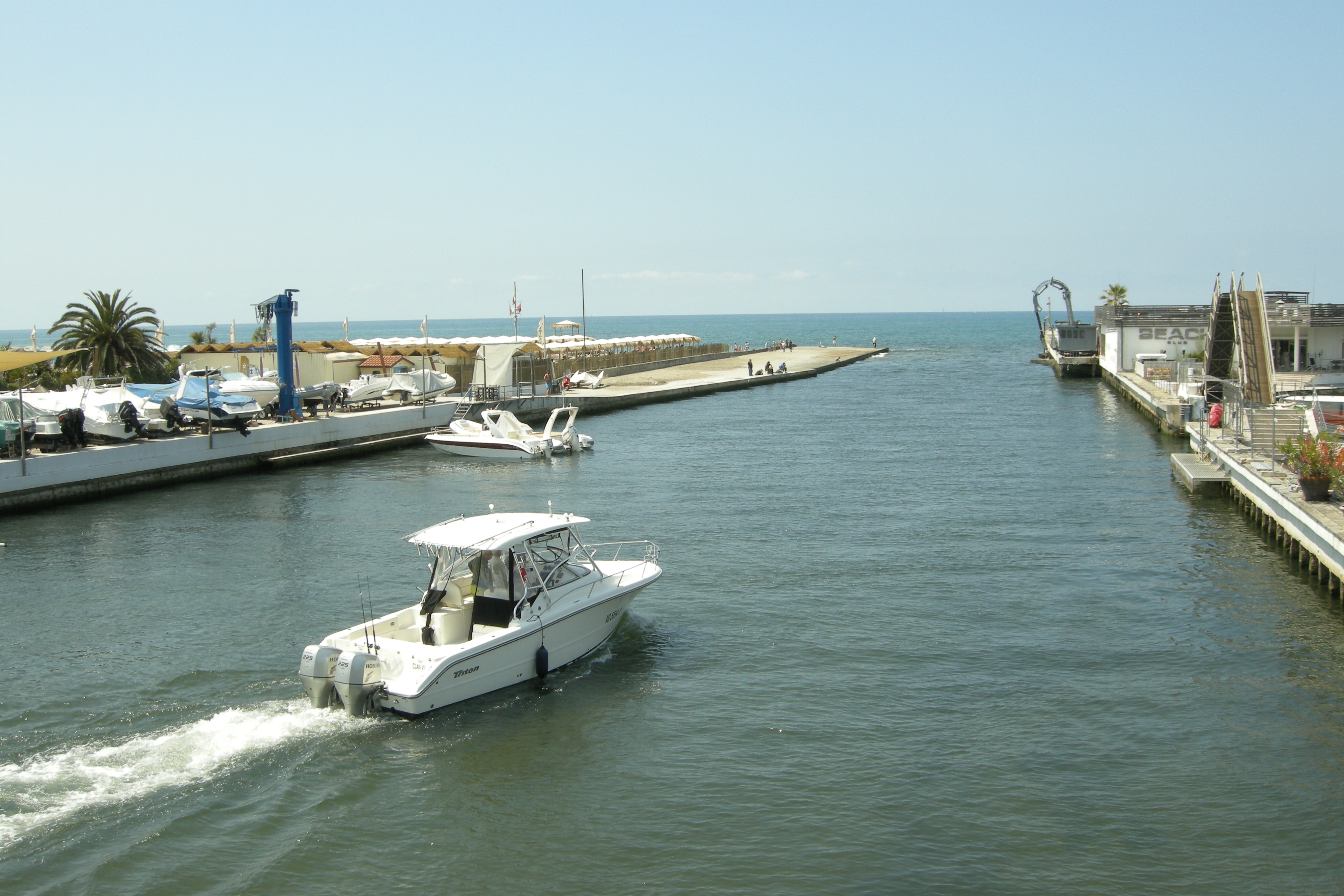

فيرسيليا، (بالإنجليزية: Versilia)‏، تعد جزءًا من منطقة توسكانا، في مقاطعة لوكا الشمالية الغربية، وتم تسميتها باسم نهر فيرسيليا. وهو معروف بمنتجعات ريفييرا العصرية، وهو يتكون من العديد من الأندية التي يرتادها المشاهير المحليون.